# Rodrigo Ordóñez
Rodrigo Ordóñez (Zamora, c. 1530 - ¿?; fl. 1553-1561) fue un compositor y maestro de capilla español.: 246 

## Vida
Poco se sabe de sus primeros años, aparte de que nació en Zamora, posiblemente hacia 1530. Debía pertenecer a una familia musical, ya que sus hermanos Alonso y Pedro Ordóñez también se formaron como músicos y acabaron siendo maestros de capilla de cierta importancia.: 246 
Las primeras noticias suyas que se tiene son de 1553, cuando se presentó a las oposiciones al magisterio de la Catedral de Toledo, que había quedado vacante por la renuncia de Andrés de Torrentes. En la documentación se dice que era maestro de capilla de la Catedral de Zamora en ese momento y que era clérigo de primera tonsura. Se enfrentó sin éxito a otros tres candidatos durante los ejercicios: Juan de Cepa; Rodrigo de Ceballos; quedando ganador Bartolomé de Quevedo, maestro de capilla de la princesa de Portugal, por 23 votos frente a los 14 de Ordóñez. No se conocen más datos de su estancia en Zamora debido a que han desaparecido las actas capitulares.: 41, 304 
En 1556 el maestro de capilla de la Catedral de Burgos, Francisco de Ceballos, ya estaba muy mayor y se buscó a un sustituto. No tuvieron claro si realizar unas oposiciones o buscar a un maestro «muy suficiente», pero finalmente dos canónigos y un racionero encargados decidieron por dirigirse al maestro Ordóñez en Zamora. El 22 de noviembre de 1556 Ordóñez era recibido como maestro de capilla de la Catedral de Burgos, con un salario de 70 000 maravedís anuales «y tanto trigo como recibe cada prebendado», que parece que era lo mismo que ganaba en Zamora. Según el musicólogo Palacios Sanz, Ordóñez habría ejercido el magisterio de la Colegiata de Valladolid cuatro meses, entre el 13 de septiembre de 1557 al 26 de enero de 1558.
Un dato interesante en las actas capitulares de Burgos son un pago de ocho ducados al hermano de Rodrigo Ordóñez el 30 de agosto de 1558 «por los servicios del dicho maestro de capilla», a1adiendo que se le daban porque «vino trayendo a su madre». Es decir, en 1558 todavía vivía la madre de los hermanos Ordóñez.
El 15 de marzo de 1559 Rodrigo Ordóñez envía una carta al cabildo burgalés informándoles de que deja el cargo para regresar a Zamora, donde le ofrecen 100 000 maravedís y 15 cargas anuales de trigo, perpetuas. Permaneció en Zamora hasta 1560, cuando se trasladó a la Catedral de Plasencia, donde fue recibido el 20 de septiembre. Había conseguido el cargo tras la jubilación de Hernando Díaz, sin oposiciones y con un salario de 70 000 maravedís en vida de Díaz y otros 20 000 tras su muerte. Ordóñez se ofreció a permanecer en el cargo si le perpetuaban el salario, bajo pena de incumplimiento de 100 ducados o 40 000 maravedís, a lo que el cabildo accedió. Pero no permanecería mucho tiempo, ya que el 16 de mayo de 1561 el cabildo «lo dio por despedido», sin que se sepa más de las fianzas que Ordóñez había dado en caso de ausencia.
A partir de ese momento el seguimiento de Rodrigo Ordóñez no resulta posible debido a la escasez de informaciones por una parte y por otra que parece existir un cuarto «Ordóñez» maestro de capilla distinto de los tres hermanos Ordóñez. Así aparece un Rodrigo Ordóñez como maestro de capilla en la Catedral de Jaén en 1564, aunque P. Jiménez Cavallé se refiera a él como Francisco Ordóñez, lo que parece una confusión de nombre. Otro «Ordóñez» aparece en 1574 como maestro de capilla de la Catedral de Murcia, que fue nombrado como maestro de la Catedral de Salamanca, pero no llegó a ocupar el cargo. Hay noticias de un «Ordóñez» en otras tres catedrales, que posiblemente se refieran a Rodrigo. En la Catedral de Ávila se ordenó llamar a «Ordóñez», sin especificar el nombre, por lo que se podría tratar de otro de los hermanos. En Logroño las actas ordena el 15 de marzo de 1567 que se le den 80 ducados a Ordóñez «con que traiga uno o dos mochachos de coro, dándoles lo que se da a los demás», aunque parece que Ordóñez no acudió. Finalmente en 1554 un «Ordóñez» se presentó a las oposiciones para el magisterio de la Catedral de Málaga. En cambio, en las actas capitulares de la Colegiata de Valladolid se nombró sin éxito a un «Ordóñez» como maestro de capilla en 1557, que había sido maestro de la Catedral de Astorga. Parece estar claro que en este caso no se trataba de Rodrigo Ordóñez, ya que al no aceptar el de Astorga, se ofreció el cargo al maestro de Burgos, precisamente Rodrigo Ordóñez. Por lo tanto queda claro que había dos Rodrigo Ordóñez, ambos maestros de capilla de cierta fama, de los que no es posible distinguir la trayectoria.: 24, 304 

## Obra
No se conservan obras suyas. De su calidad musical sólo quedan los versos de Vicente Espinel en La casa de la memoria.

Estaba el gran Ceballos, cuyas obras

dieron tal esplendor en toda España,

junto a Rodrigo Ordóñez cuyas obras

bastan a enriquecer la gente extraña.